# Jean-Noël Turcat
Pour les articles homonymes, voir Turcat.
Jean-Noël Turcat, né à Toulon le 19 février 1935 et mort à Paris le 18 février 2005, est un amiral français.

## Biographie
Jean-Noël Turcat est né à Toulon le 19 février 1935. Il est le petit fils du constructeur automobile Leon Turcat et le petit neveu du pilote d'essais André Turcat.
Il entre à l'École navale en 1954 et après l'Ecole  d'application sur la croiseur école Jeanne d'Arc, il embarque sur l'aviso Francis Garnier de 1957 à 1959 et sur l'escorteur rapide le Bourguignon. Il est ensuite officier élève à l'École des transmissions des Bormettes. De 1961 à 1963, il est embarqué sur l' aviso escorteur Victor Schoelcher (1961-63) avant d'être affecté à l'état-major de la Marine en 1964-1965.
Lieutenant de vaisseau, il commande le dragueur de mines Altaïr basé à Fort de France en 1966-1967. Il est ensuite le chef du service transmission du croiseur De Grasse.

Capitaine de corvette en 1969, il est admis à l'École supérieure de guerre navale. Il commande ensuite l'escorteur rapide le Béarnais de 1970 à 1972. Il est affecté à la DPMM (Direction du personnel militaire de la Marine) entre 1973 et 1976.
Il commande ensuite l'escorteur d'escadre d'Estrées (1976-78). Sous-chef d'état-major, Chef de la division ASM du Centre d'entraînement de la flotte (1978-80) puis Chef de la division opérations de CECMED (1980-82).
Il est promu capitaine de Vaisseau en 1980.
Auditeur à l'Institut des hautes études de défense nationale (IHEDN) de 1982 à 1983, il est nommé chef d'état-major du Contre-Amiral Klotz devant le Liban (1983), puis il prend le commandant du porte-avions Foch de 1983 à 1985.
En 1985, il est affecté à l'état-major de la Marine ouis est promu contre-amiral en 1987. Il prend alors le commandement de l'Escadre de l'Atlantique de 1987 à 1989, puis la présidence de la Commission Permanente des Essais des Bâtiments de la Flotte de 1989 à 1991..
En 1989 il est promu Vice-Amiral, puis prend rang et appellation de Vice-Amiral d'Escadre en 1991 date à laquelle il devient, Major général de la Marinede 1991à 1994.
Il est nommé Inspecteur Général des Armées pour la Marine nationale et prend rang et appellation d'Amiral en 1994
Ancien président du conseil d'administration des Musées de la Marine, Ancien président de l'Association des anciens élèves de l'École Navale (AEN) en 1996, Président d'honneur du conseil d'administration du Musée national de la Marine, Membre de l'Académie de Marine.

## Décorations
L'amiral Turcat a reçu les décorations suivantes :
- Officier de la Légion d'honneur
- Commandeur de l'ordre national du Mérite
- Commandeur de l'ordre du Mérite maritime
- Médaille d'Outre-Mer